# Hesselø
Hesselø – wyspa w cieśninie Kattegat, w Danii. Powierzchnia wyspy wynosi 0,71 km², nie jest ona zamieszkała.